# ريبيكا بومونت
ريبيكا بومونت هي دراجة كندية، ولدت في 12 سبتمبر 1990.

## وصلات خارجية
- ريبيكا بومونت على موقع الاتحاد الدولي للدراجات (الإنجليزية)
- ريبيكا بومونت على موقع إحصائيات الدراجات الإحترافية (الإنجليزية)
- ريبيكا بومونت على موقع نسبة الدراجات (الإنجليزية)
- ريبيكا بومونت على موقع MTB Data (الإنجليزية)